# Coppa CERS 1993-1994
La Coppa CERS 1993-1994 è stata la 14ª edizione dell'omonima competizione europea di hockey su pista riservata alle squadre di club. Il torneo ha avuto inizio il 12 marzo e si è concluso il 9 luglio 1994.
Il titolo è stato conquistato dal Porto per la prima volta nella sua storia.

## Squadre partecipanti
| Nazione     | Club            | Città               | Qualificazione                                          |
| ----------- | --------------- | ------------------- | ------------------------------------------------------- |
| Francia     | Callac          | Callac              | 3º in Nationale 1 1992-1993                             |
| Francia     | Gazinet-Cestas  | Cestas              | 4º in Nationale 1 1992-1993                             |
| Francia     | Gujan-Mestras   | Gujan-Mestras       | 5º in Nationale 1 1992-1993                             |
| Germania    | Cronenberg      | Wuppertal           | 2º in Rollhockey-Bundesliga 1992-1993                   |
| Germania    | Düsseldorf Nord | Düsseldorf          | 3º in Rollhockey-Bundesliga 1992-1993                   |
| Germania    | Remscheid       | Remscheid           | 4º in Rollhockey-Bundesliga 1992-1993                   |
| Inghilterra | Sheffield       | Sheffield           | 2º in Roller Hockey Premier League 1992-1993            |
| Italia      | Bassano         | Bassano del Grappa  | 3º in Serie A1 1992-1993, semifinale dei play-off       |
| Italia      | Roller Monza    | Monza               | 4º in Serie A1 1992-1993, semifinale dei play-off       |
| Italia      | Trissino        | Trissino            | 7º in Serie A1 1992-1993, quarti di finale dei play-off |
| Portogallo  | Oliveirense     | Oliveira de Azeméis | 2º in 1ª Divisão 1992-1993                              |
| Portogallo  | Porto           | Porto               | 3º in 1ª Divisão 1992-1993                              |
| Portogallo  | Turquel         | Turquel             | 4º in 1ª Divisão 1992-1993                              |
| Spagna      | Flix            | Flix                | 4º in División de Honor 1992-1993                       |
| Spagna      | Reus Deportiu   | Reus                | 5º in División de Honor 1992-1993                       |
| Spagna      | Vic             | Vic                 | 3º in División de Honor 1992-1993                       |
| Svizzera    | Montreux        | Montreux            | 2º in Lega Nazionale A 1993                             |

## Risultati

### Primo turno
| Squadra 1   | Totale | Squadra 2      | Andata | Ritorno |
| ----------- | ------ | -------------- | ------ | ------- |
| Oliveirense | 24 - 8 | Gazinet-Cestas | 13 - 4 | 11 - 4  |

### Ottavi di finale
| Squadra 1       | Totale  | Squadra 2     | Andata | Ritorno |
| --------------- | ------- | ------------- | ------ | ------- |
| Bassano         | 8 - 8   | Porto         | 4 - 4  | 4 - 4   |
| Callac          | 9 - 8   | Gujan-Mestras | 4 - 4  | 5 - 4   |
| Düsseldorf Nord | 17 - 18 | Cronenberg    | 8 - 5  | 9 - 13  |
| Montreux        | 2 - 22  | Vic           | 2 - 10 | 0 - 12  |
| Remscheid       | 9 - 12  | Reus Deportiu | 7 - 8  | 2 - 4   |
| Roller Monza    | 11 - 10 | Oliveirense   | 8 - 6  | 3 - 4   |
| Sheffield       | 3 - 46  | Turquel       | 2 - 26 | 1 - 20  |
| Trissino        | 5 - 16  | Flix          | 4 - 7  | 1 - 9   |

### Quarti di finale
| Squadra 1    | Totale | Squadra 2     | Andata | Ritorno |
| ------------ | ------ | ------------- | ------ | ------- |
| Callac       | 2 - 23 | Vic           | 0 - 8  | 2 - 15  |
| Cronenberg   | 4 - 10 | Flix          | 2 - 3  | 2 - 7   |
| Porto        | 15 - 8 | Turquel       | 8 - 3  | 7 - 5   |
| Roller Monza | 5 - 6  | Reus Deportiu | 4 - 1  | 1 - 5   |

### Semifinali
| Squadra 1 | Totale | Squadra 2     | Andata | Ritorno |
| --------- | ------ | ------------- | ------ | ------- |
| Porto     | 13 - 3 | Flix          | 7 - 2  | 6 - 1   |
| Vic       | 11 - 7 | Reus Deportiu | 4 - 5  | 7 - 2   |

### Finale
| Squadra 1 | Totale | Squadra 2 | Andata | Ritorno |
| --------- | ------ | --------- | ------ | ------- |
| Vic       | 6 - 9  | Porto     | 5 - 2  | 1 - 7   |